# Cannabis en México

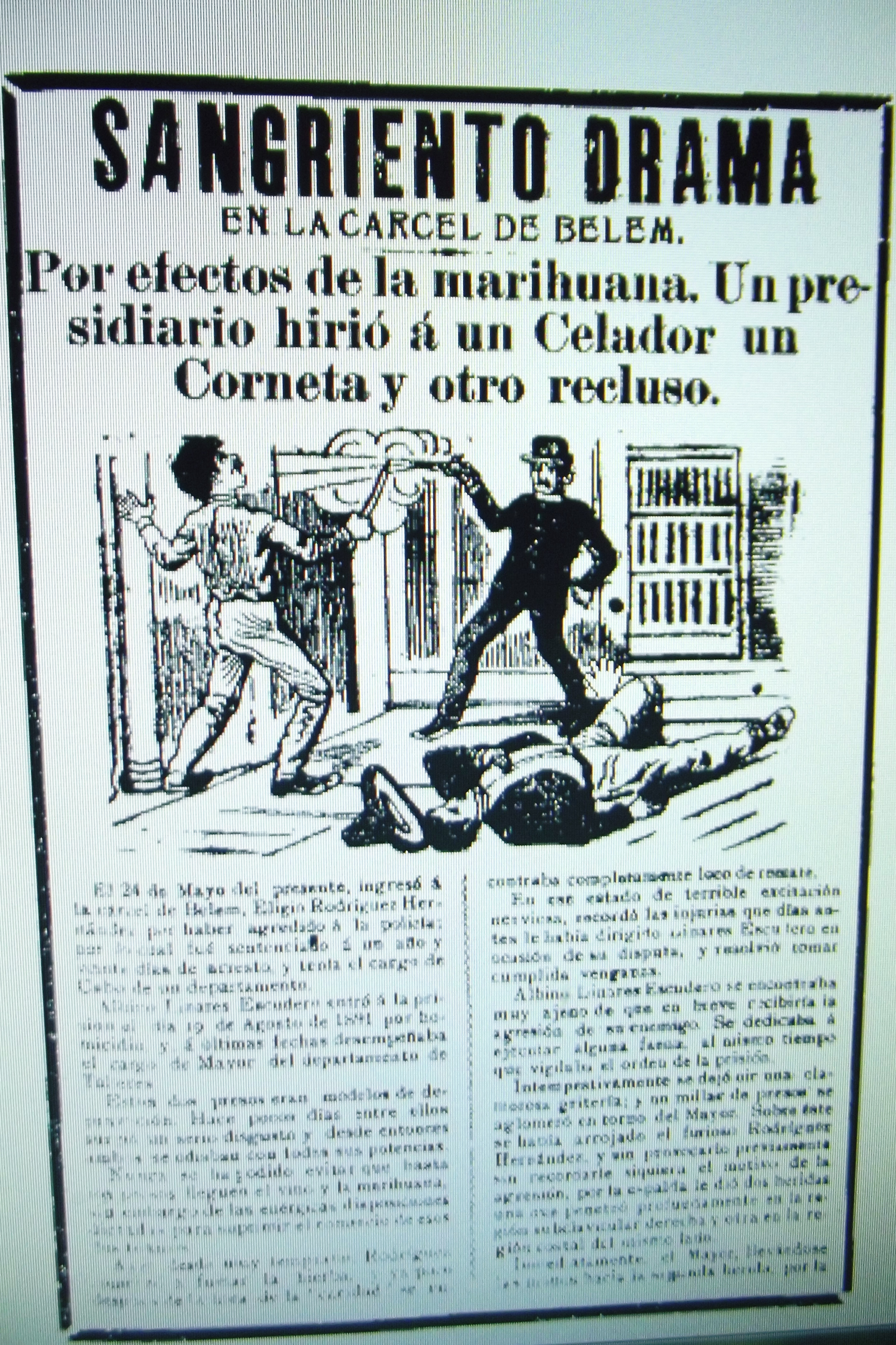
Noticia sobre problemas en una prisión debido al consumo de cannabis

El uso medicinal y científico de cannabis es legal en México (2017) y el uso por mayores de edad (18 años) comenzó a ser regulado a partir del 1 de febrero de 2021. La posesión personal se descriminalizó en 2009 siendo legal la posesión de hasta 5 gramos para el consumo individual, aunque su uso recreativo, venta y distribución continuaron siendo ilegales.
En noviembre de 2018, la entonces senadora (desde el 1 de diciembre de ese año, secretaria de Gobernación), Olga Sánchez-Cordero, presentó una iniciativa para despenalizar completamente y regular el uso personal, industrial, médico y científico.
El 16 de febrero de 2019, la Primera Sala de la Suprema Corte de Justicia de la Nación declaró inconstitucional la prohibición del uso recreativo de la planta.
El clima, la orografía, y la cercanía del gran mercado consumidor estadounidense han favorecido que el país haya sido y siga siendo el mayor productor y exportador de cannabis de América, superado a nivel mundial solo por Marruecos.

## Historia
El primer uso registrado de un porro fue en México. Aunque el cannabis se había utilizado como medicamento durante mucho tiempo, parece que el porro se utilizó por primera vez con fines recreativos. Fue un farmacéutico de la Universidad de Guadalajara quien mencionó por primera vez que los trabajadores mezclaban cannabis con tabaco en sus cigarrillos. Aunque probablemente comenzó mucho antes, la práctica había comenzado al menos en 1856. No es necesario mirar muy lejos para detectar los lazos culturales que aún perduran de las raíces mexicanas del cannabis. De hecho, la palabra "cucaracha" recibió su nombre de la canción mexicana "La Cucaracha", que cuenta la historia de una cucaracha que no puede levantarse porque no tiene marihuana para fumar.
En 1920, se prohibió en México la producción, la venta y el uso recreativo del cannabis. Años más tarde, en 1927, se prohibió también, expresamente, la exportación de cannabis.
En noviembre de 2008, el entonces senador René Arce Islas presentó una iniciativa de ley para regular el mercado de la cannabis. Sin embargo, fue enviada a la congeladora legislativa. El 21 de agosto de 2009, se promulgó una ley que permitía la posesión para uso personal de cinco gramos de cannabis como máximo.

### Caso Graciela Elizalde
El 11 de agosto de 2015, la menor Graciela Elizalde, diagnosticada con el síndrome de Lennox Gastaut, obtuvo el primer permiso en la historia de México para importar y utilizar un aceite de cannabis rico en cannabidiol para tratar las más de 400 convulsiones que presentaba al día.
El padre de la niña, Raúl Elizalde, pudo argumentar efectivamente ante las autoridades mexicanas que su hija no tenía otras opciones de tratamiento, por lo que un Juez emitió un amparo que le autorizaba a importar el aceite de cannabis para su hija. El caso se convirtió en un icono de la lucha en pro del cannabis medicinal en México.
Durante su lucha por el acceso al cannabis medicinal en México, la familia Elizalde creó la Fundación Por Grace, dedicada a impartir educación sobre el cannabis medicinal y el uso del cannabidiol en casos de epilepsia farmacorresistente como la que padece su hija.

### Proceso legislativo del uso medicinal y científico

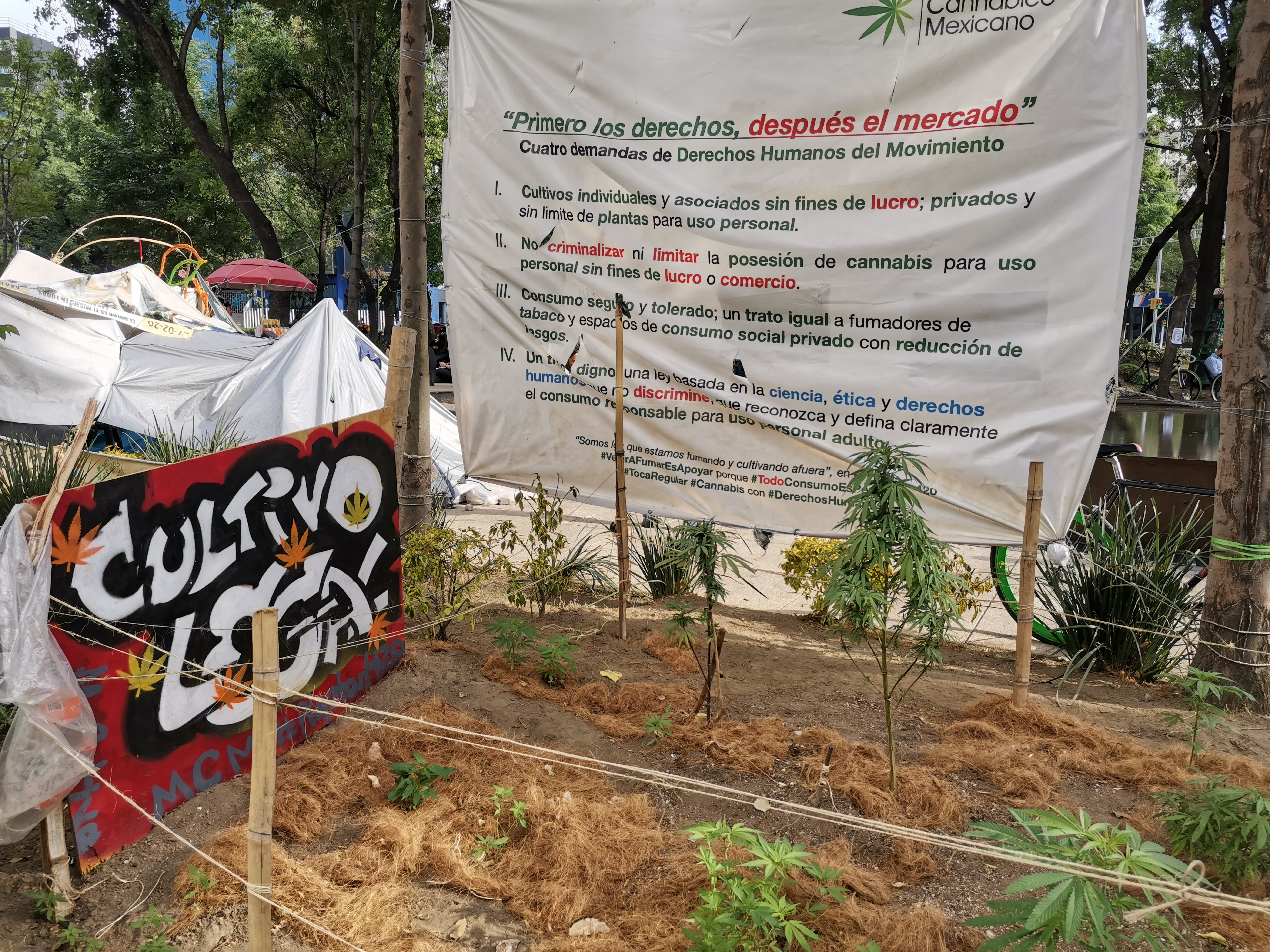
Cultivo de plantas de cannabis fuera del Senado de México para promover el cultivo legal, 2020.

El 13 de diciembre de 2016, debido a la presión ejercida por los productores y vendedores de la llamada marihuana medicinal o cannabis terapéutico, el senado aprobó la prescripción médica de algunos de los derivados de la marihuana, sin esperar la aprobación por parte de la Cámara de Diputados.
El 7 de enero de 2017, la Asamblea Constituyente de la Ciudad de México modificó la Carta Magna con miras a ampliar los derechos para el uso de la planta y sus derivados con fines terapéuticos:

A toda persona se le permitirá el uso médico y terapéutico de la cannabis sativa, indica, americana o mariguana (marihuana en otros países) y sus derivados. De conformidad con la Constitución Política de los Estados Unidos Mexicanos y la legislación aplicable.
Artículo 7 del Apartado D, Constitución Política de la Ciudad de México, 7 de enero de 2017.

El 29 de abril de 2017, la Cámara de Diputados aprobó el uso medicinal y científico del cannabis y sus derivados. Dos meses después, el 19 de junio de 2017, el Congreso Mexicano aprobó la nueva normativa que despenaliza el uso médico y científico de la marihuana.
Derivado de esta reforma, el 5 de noviembre de 2018 fueron presentados los Lineamientos en Materia de Control Sanitario de la Cannabis y sus Derivados a través de la Comisión Federal para la Protección contra Riesgos Sanitarios (Cofepris), mismos que habían sido publicados el 30 de octubre del mismo año.
El 27 de marzo de 2019, la Cofepris comunicó que estos lineamientos quedaban revocados, por lo que las autorizaciones previamente emitidas fueron puestas bajo revisión por parte de la comisión. Al mismo tiempo prohibió la comercialización de productos no autorizados.

### Proceso legislativo del uso personal, comercial, industrial, medicinal y científico
El jueves 8 de diciembre de 2018, la senadora, ahora Secretaria de Gobernación, Olga Sánchez Cordero presentó una iniciativa de ley general para el consumo y control de la cannabis al Senado de México.
Con esta iniciativa para descriminalizar el cannabis, el gobierno del Presidente López Obrador espera modificar la política antidrogas de México, política que ya han seguido los estados de Colorado y Washington en Estados Unidos el 2012, Uruguay el 2013, y Georgia, Sudáfrica y Canadá el 2018.
La Suprema Corte de Justicia emitió jurisprudencia donde autoriza el consumo personal de marihuana con fines lúdicos y recreativos y dio al Congreso de la Unión como plazo hasta el 30 de octubre de 2019 para legislar sobre la materia. Este plazo se encuentra prorrogado hasta el 15 de diciembre del 2020.[cita requerida]
El tema sigue siendo coyuntural y existe presión por parte de la ciudadanía para legislar sobre el mismo. Algunas asociaciones, como México Unido Contra la Delincuencia (MUCD), Movimiento Cannábico Mexicano, ANICANN y el Grupo Promotor de la Industria de Cannabis, han ejercido presión.
Con fecha 4 de marzo de 2020, las Comisiones Unidas de Salud, Justicia y Estudios Legislativos aprobaron un dictamen que contiene el proyecto de Ley para Regular la Cannabis. Este proyecto posiblemente se discutirá en el segundo periodo del 2020.
El 19 de noviembre de 2020 el pleno del Senado aprobó en lo general y particular el proyecto de decreto de la Ley Federal para la Regulación del Cannabis, y se reforman y adicionan diversas disposiciones de la Ley General de Salud y del Código Penal Federal.
El 24 de abril de 2021 se instala a las afueras del metro Hidalgo, en la Plaza de la Información un campamento a modo de plantón permanente para promover el ejercicio del derecho al libre desarrollo de la personalidad mediante el consumo de marihuana en espacios públicos, en donde se realizan manifestaciones, mítines, asambleas, mesas de información y otras actividades culturales en torno al Cannabis, volviéndose un epicentro de donde se ha replicado esta forma de manifestación en otros espacios públicos de la ciudad.
El 28 de junio de 2021 la Suprema Corte de México declaró inconstitucionales algunos artículos que impiden el consumo, la adquisición de semillas y la plantación y distribución de la marihuana. Ocho ministros votaron a favor del proyecto y tres en contra, siendo aprobado por mayoría calificada.